# إدوارد جون (محامي)
إدوارد جون هو محامي كندي، ولد في 8 يوليو 1949.